# 尤卡·沃利奥
尤卡·沃利奥（芬蘭語：Jukka Wuolio，1927年3月5日—2001年6月27日），芬兰男子冰球运动员，场上位置是后卫。他曾代表芬兰国家队参加1952年冬季奥林匹克运动会冰球比赛，获得第7名。